# PETIT IDOLM@STER Twelve Campaigns!
『PETIT IDOLM@STER Twelve Campaigns!』（プチ アイドルマスター トゥエルブ キャンペーンズ）は、2014年5月28日からフロンティアワークス（発売元）・KADOKAWA メディアファクトリー（販売元）よりリリースされている、Webアニメ『ぷちます!! -プチプチ・アイドルマスター-』のキャラクターソングシリーズ。全6枚。

## 概要
Webアニメ『ぷちます!! -プチプチ・アイドルマスター-』のキャラクターソングシリーズ。
各CD毎に2組ずつ参加し、それぞれキャンペーンソングをテーマにしたソロ新曲とそのカラオケバージョン、担当した月替わりED曲のソロミックス、ぷちどる・小鳥・プロデューサーを交えたドラマパート「朝の連続ぷちドラマ」（NHK連続テレビ小説のパロディ）が収録されている。
ジャケットイラストは玉戸さお。「PETIT IDOLM@STER Twelve Seasons!」同様、各CDのソロ新曲のタイトルの頭一文字を繋げると「かえってきましたぷちどる」になる。
分類がアルバムかシングルかが明記されていないためショップにより扱いが異なり、ランキングでもオリコンとCDTVではシングル、Billboardではアルバム扱いになっている。
このCDシリーズ用の新曲は太字で表記する。

## vol.1
2014年5月28日発売。テーマはやよいが「節約」、伊織が「読書」。
収録曲
1. カンゲキハッピーエコロジー
歌：高槻やよい（仁後真耶子）
作詞：yura、作曲：el、編曲：吉田穣
2. 朝の連続ぷちドラマ みんなできゃんぺーん -やよいとやよへん-
3. エピソードラブ
歌：水瀬伊織（釘宮理恵）
作詞：yura、作曲：el、編曲：manzo
4. 朝の連続ぷちドラマ みんなできゃんぺーん -伊織といおへん-
5. カンゲキハッピーエコロジー off vocal
6. エピソードラブ off vocal
7. オハヨ○サンシャイン
歌：高槻やよい（仁後真耶子）
作詞・作曲：イイジマケン、編曲：炭竃智弘
8. オハヨ○サンシャイン
歌：水瀬伊織（釘宮理恵）
作詞・作曲：イイジマケン、編曲：炭竃智弘

## vol.2
2014年6月4日発売。テーマは貴音が「クールジャパン」、響が「沖縄」。
収録曲
1. 月ノ桜
歌：四条貴音（原由実）
作詞：yura、作曲・編曲：山口朗彦
2. 朝の連続ぷちドラマ みんなできゃんぺーん -貴音とたかにゃへん-
3. 天と海の島
歌：我那覇響（沼倉愛美）
作詞：yura、作曲：園田智也、編曲：百石元
4. 朝の連続ぷちドラマ みんなできゃんぺーん -響とちびきへん-
5. 月ノ桜 off vocal
6. 天と海の島 off vocal
7. グッナイ☆スターズ
歌：四条貴音（原由実）
作詞・作曲：イイジマケン、編曲：炭竃智弘
8. オハヨ○サンシャイン
歌：我那覇響（沼倉愛美）
作詞・作曲：イイジマケン、編曲：炭竃智弘

## vol.3
2014年6月25日発売。テーマは律子が「学習塾」、春香が「交通安全」。
収録曲
1. Q&A
歌：秋月律子（若林直美）
作詞：yura、作曲：市蔵、編曲：福富雅之
2. 朝の連続ぷちドラマ みんなできゃんぺーん -律子とちっちゃんへん-
3. 前向きで行こう♪
歌：天海春香（中村繪里子）
作詞：yura、作曲：森谷貴晴、編曲：やしきん
4. 朝の連続ぷちドラマ みんなできゃんぺーん -春香とはるかさんへん-
5. Q&A off vocal
6. 前向きで行こう♪ off vocal
7. ハロー＊ランチタイム
歌：秋月律子（若林直美）
作詞・作曲：イイジマケン、編曲：炭竃智弘
8. ハロー＊ランチタイム
歌：天海春香（中村繪里子）
作詞・作曲：イイジマケン、編曲：炭竃智弘

## vol.4
2014年7月9日発売。テーマは千早が「受験生応援」、真が「女子力UP」。
収録曲
1. しっくりとゆっくりと
歌：如月千早（今井麻美）
作詞：yura、作曲・編曲：石塚玲依
2. 朝の連続ぷちドラマ みんなできゃんぺーん -千早とちひゃーへん-
3. たいせつなひと
歌：菊地真（平田宏美）
作詞：yura、作曲・編曲：石塚玲依
4. 朝の連続ぷちドラマ みんなできゃんぺーん -真とまこちーへん-
5. しっくりとゆっくりと off vocal
6. たいせつなひと off vocal
7. ハロー＊ランチタイム
歌：如月千早（今井麻美）
作詞・作曲：イイジマケン、編曲：炭竃智弘
8. ハロー＊ランチタイム
歌：菊地真（平田宏美）
作詞・作曲：イイジマケン、編曲：炭竃智弘

## vol.5
2014年7月30日発売。テーマは雪歩が「携帯電話」、美希が「夏の旅行」。
1. Pu-Ru-Ru
歌：萩原雪歩（浅倉杏美）
作詞：yura、作曲：神谷礼、編曲：河合英嗣
2. 朝の連続ぷちドラマ みんなできゃんぺーん -雪歩とゆきぽへん-
3. チャンピオン
歌：星井美希（長谷川明子）
作詞：yura、作曲・編曲：石塚玲依
4. 朝の連続ぷちドラマ みんなできゃんぺーん -美希とあふぅへん-
5. Pu-Ru-Ru off vocal
6. チャンピオン off vocal
7. グッナイ☆スターズ
歌：萩原雪歩（浅倉杏美）
作詞・作曲：イイジマケン、編曲：炭竃智弘
8. グッナイ☆スターズ
歌：星井美希（長谷川明子）
作詞・作曲：イイジマケン、編曲：炭竃智弘

## vol.6
2014年8月6日発売。テーマは亜美 / 真美が「スイーツ」、あずさが「航空会社」。
1. どっきり☆ハピバ
歌：双海亜美 / 真美（下田麻美）
作詞：yura、作曲：若林タカツグ、編曲：福富雅之
2. 朝の連続ぷちドラマ みんなできゃんぺーん -亜美・真美とこあみ・こまみへん-
3. LOOK THE SKY
歌：三浦あずさ（たかはし智秋）
作詞：yura、作曲：藤本記子、編曲：福富雅之
4. 朝の連続ぷちドラマ みんなできゃんぺーん -あずさとみうらさんへん-
5. どっきり☆ハピバ off vocal
6. LOOK THE SKY off vocal
7. オハヨ○サンシャイン
歌：双海亜美 / 真美（下田麻美）
作詞・作曲：イイジマケン、編曲：炭竃智弘
8. グッナイ☆スターズ
歌：三浦あずさ（たかはし智秋）
作詞・作曲：イイジマケン、編曲：炭竃智弘